# Colton Yellow Horn
Colton Yellow Horn (Brocket, 5 maggio 1987) è un hockeista su ghiaccio canadese.

## Carriera
Nato in un villaggio della riserva indiana Piikani 147, nell'Alberta, crebbe hockeisticamente nella Western Hockey League, dove ha indossato le maglie di Lethbridge Hurricanes e Tri-City Americans. Si mise in mostra tanto da essere convocato nella nazionale canadese under 18, con cui ha disputato i mondiali di categoria nel 2005, vincendo l'argento.
Ha poi giocato in ECHL (Elmira Jackals, Stockton Thunder ed Ontario Reign), Central Hockey League (Allen Americans) e American Hockey League (Manchester Monarchs), prima di trasferirsi, nel 2013, in Europa. Aveva già in realtà avuto una breve esperienza nel 2008 con i Red Bull Salisburgo (sole undici presenze), e per il suo ritorno nel Vecchio Continente approdò nuovamente in EBEL, ma con la maglia degli ungheresi Alba Volán Székesfehérvár.
Dopo una sola stagione si trasferì ai Nippon Paper Cranes in Asia League Ice Hockey. Anche qui l'esperienza durò una sola stagione e Yellow Horn fece ritorno in EBEL, ma con i cechi dell'Orli Znojmo. Qui è rimasto per tre stagioni, ad eccezione di alcuni incontri all'inizio della stagione 2016-2017, giocati con l'HC Plzen, in Extraliga ceca.
Nel 2018 è passato ad un'altra squadra della EBEL, i Graz 99ers, con cui ha giocato una stagione e i primi incontri della successiva, terminando poi la stagione 2019-2020 con il Nitra, nell'Extraliga slovacca.
Nel 2020-2021 ha giocato coi rumeni del SC Csíkszereda, per passare poi agli scozzesi dei Glasgow Clan.

## Palmarès

### Individuale
- WHL West First All-Star Team: 1

2007-2008
- ECHL Second All-Star Team: 1

2012-2013
- Ron Kennedy Trophy: 1

2015-2016